# Пфлейдерер, Отто
Отто Пфлейдерер (нем. Otto Pfleiderer; 1 сентября, 1839, Кернен — 18 июля, 1908, Грос-Лихтерфельде, Берлин) — немецкий протестантский теолог.

## Биография
В 1857—1861 годах Пфлейдерер учился в Тюбингенском университете у Фердинанда Кристиана Баура, позже в Англии и Шотландии. В 1870 году стал суперинтендентом при Йенском университете, вскоре там же ординарным профессором систематической теологии. Похоронен на Ланквицском кладбище в Берлине.

## Основные труды
- Die deutsche Religionsphilosophie und ihre Bedeutung für die Theologie der Gegenwart (1875)
- Religionsphilosophie auf geschichtlichen Grundlage (1878)
- Die Idee des ewigen Friedens (1895)
- Die Entstehung des Christentums (1905)
- Religion und Religionen (1906)
- Die Entwicklung des Christentums (1907)

## Публикации на русском языке
- О религии и религиях. — СПб., 1909;
- Возникновение христианства. — СПб., 1910.